# Duca di St. Albans
Il titolo di Duca di St Albans fu creato nella paria d'Inghilterra nel 1684 per Charles Beauclerk, I conte di Burford quando raggiunse i quattordici anni, in quanto figlio illegittimo di Carlo II d'Inghilterra e dell'attrice Nell Gwyn e lo ricompensò con questo titolo come aveva già concesso i ducati di Monmouth, Richmond, Lennox, Southampton e Grafton agli altri suoi figli illegittimi.
Il ducato di St Albans godeva anche dei titoli sussidiari di Conte di Burford, nell'Oxfordshire (1676), Barone Heddington, nell'Oxfordshire (1676) e Barone Vere, di Hanworth nel Middlesex (1750). La contea e la baronia di Heddington sono compresi nella Paria d'Inghilterra, mentre la baronia di Vere è compresa nella Parìa di Gran Bretagna. I Duchi di St Albans hanno anche il titolo ereditario di Gran Falconiere d'Inghilterra.
Il figlio maggiore ed erede del Duca di St Albans ha il titolo di cortesia di Conte di Burford, e Lord Vere è il titolo concesso al primo nipote maschio del Duca.
Gli attuali Duchi di St Albans non hanno una sede prediletta. Formalmente la residenza della famiglia si trova nel Nottinghamshire e nel Surrey.

## Duchi di St Albans (1684)
Altri titoli: Conte di Burford, nella contea di Oxford e Barone Heddington nella contea di Oxford (1676)
- Charles Beauclerk, I duca di St. Albans (1670–1726), primo dei figli illegittimi di Carlo II d'Inghilterra e di Nell Gwynn
- Charles Beauclerk, II duca di St. Albans (1696–1751), figlio maggiore del I duca
- George Beauclerk, III duca di St. Albans (1720–1786), unico figlio del II duca, morì senza eredi
- George Beauclerk, IV duca di St. Albans (1758–1787), nipote di Lord William Beauclerk, secondo figlio del I duca, morì senza contrarre matrimonio e senza eredi

Altri titoli (dal V duca): Barone Vere, di Hanworth nella contea di Middlesex (1750)
- Aubrey Beauclerk, V duca di St. Albans (1740–1802), quarto e minore dei figli di Vere Beauclerk, I barone Vere
- Aubrey Beauclerk, VI duca di St. Albans (1765–1816), figlio maggiore del V duca
- Aubrey Beauclerk, VII duca di St. Albans (1815–1816), unico figlio del VI duca, morì senza eredi
- William Beauclerk, VIII duca di St. Albans (1766–1825), secondo figlio del V duca
- William Beauclerk, IX duca di St. Albans (1801–1849), figlio maggiore dell'VIII duca
- William Beauclerk, X duca di St. Albans (1840–1898), unico figlio del IX duca
- Charles Beauclerk, XI duca di St. Albans (1870–1934), figlio maggiore del X duca, morì senza eredi
- Osborne Beauclerk, XII duca di St. Albans (1874–1964), secondo figlio del X duca, morì senza eredi
- Charles Beauclerk, XIII duca di St. Albans (1915–1988), nipote di Lord Charles Beauclerk, quinto figlio dell'VIII duca
- Murray Beauclerk, XIV duca di St. Albans (n. 1939), figlio maggiore del XIII duca

Erede: Charles Beauclerk, conte di Burford (n. 1965), unico figlio del XIV duca

## Baroni Vere (1750)
- Vere Beauclerk, I Barone Vere (1699–1781), terzo figlio del I duca
- Aubrey Beauclerk, II barone Vere (1740–1802) succedette come V duca di St Albans nel 1787

Da allora il titolo venne compreso nel novero dei titoli dei duchi di St Albans